# Vipera
Vipera is een geslacht van slangen uit de familie adders (Viperidae) en de onderfamilie echte adders (Viperinae).

## Naam en indeling
De wetenschappelijke naam van de groep werd voor het eerst voorgesteld door Josephus Nicolaus Laurenti in 1768. Volgens een publicatie uit 2010 werd de groep eerder al benoemd door François Alexandre Pierre de Garsault in 1764. Er zijn 21 soorten inclusief de soort Vipera sakoi die in 2018 voor het eerst wetenschappelijk werd beschreven in de soort Vipera walser uit 2016. De slangen werden eerder aan andere geslachten toegekend, zoals Pelias en Coluber.
De soorten uit dit geslacht worden ook wel echte adders genoemd, maar deze naam wordt ook gebruikt voor de onderfamilie waartoe ze behoren.

## Uiterlijke kenmerken
De lichaamslengte is variabel; de spitssnuitadder (Vipera ursinii) is een van de kleinste Europese soorten en wordt maximaal 60 centimeter lang maar de meeste exemplaren bereiken nog geen 40 cm. De zandadder (Vipera ammodytes) wordt met een lichaamslengte tot 1 meter een stuk groter. De kop is altijd duidelijk te onderscheiden van het lichaam door de aanwezigheid van een insnoering. De ogen zijn relatief groot en hebben een verticale pupil. De lichaamskleur is zeer variabel evenals de patronen en tekeningen op de rug.

## Verspreiding en habitat
Alle soorten komen voor in delen van Europa, noordelijk Afrika, Azië en het Midden-Oosten. De adders leven in de landen Noorwegen, Zweden, Finland, Frankrijk, Denemarken, Duitsland, Oostenrijk, Zwitserland, Liechtenstein, Italië, België, Nederland, Engeland, Polen, Tsjechië, Hongarije, Roemenië, Wit-Rusland, Bulgarije, Albanië, Slowakije, Kroatië, Slovenië, Bosnië en Herzegovina, Montenegro, Macedonië, Servië, Estland, Letland, Litouwen, Rusland, Oekraïne, Mongolië, Kazachstan, Noord-Korea, China, Armenië, Georgië, Spanje, Frankrijk, Turkije, Iran, Tunesië, Moldavië, Kazachstan, Kirgizië, Oezbekistan, Tadzjikistan, Marokko, Algerije en Griekenland.
Van alle adders is dit geslacht het bekendste vanwege het enorme verspreidingsgebied binnen de Oude Wereld. Dit grote areaal is het gevolg van de hoge tolerantie voor koude. Hierdoor komen de slangen voor in streken tot boven de poolcirkel. De gewone adder (Vipera berus) is de enige addersoort die ook in België en Nederland voorkomt maar is ook te vinden in delen van Scandinavië.
De habitat bestaat uit rotsige omgevingen, bossen, graslanden en scrubland. Ook in door de mens aangepaste streken zoals weilanden, akkers, plantages en landelijke tuinen kunnen de dieren worden aangetroffen.

## Beschermingsstatus
Door de internationale natuurbeschermingsorganisatie IUCN is aan 15 soorten een beschermingsstatus toegewezen. Drie soorten worden beschouwd als 'veilig' (Least Concern of LC), vijf soorten als 'kwetsbaar' (Vulnerable of VU), vier soorten als 'gevoelig' (Near Threatened of NT) en vier soorten als 'bedreigd' (Endangered of EN). Drie soorten ten slotte staan te boek als 'ernstig bedreigd' (Critically Endangered of CR).
Het geslacht omvat de volgende soorten, met de auteur en het verspreidingsgebied.
| Naam                                | Auteur                                                                       | Verspreidingsgebied | Beschermingsstatus |
| ----------------------------------- | ---------------------------------------------------------------------------- | --- | ------------------ |
| Vipera altaica                      | Tuniyev, Nilson & Andrén, 2010                                               | Kazachstan | niet geëvalueerd   |
| Zandadder (Vipera ammodytes)        | Linnaeus, 1758                                                               | Oostenrijk, Italië, Kroatië, Slovenië, Bosnië en Herzegovina, Montenegro, Macedonië, Servië, Roemenië, Bulgarije, Albanië, Griekenland, Georgië, Azerbeidzjan |                    |
| Vipera anatolica                    | Eiselt & Baran, 1970                                                         | Turkije |                    |
| Aspisadder (Vipera aspis)           | Linnaeus, 1758                                                               | Spanje, Frankrijk, Zwitserland, Duitsland, Italië, Slovenië, Kroatië |                    |
| Gewone adder (Vipera berus)         | Linnaeus, 1758                                                               | Noorwegen, Zweden, Finland, Frankrijk, Denemarken, Duitsland, Oostenrijk, Zwitserland, Liechtenstein, Italië, België, Nederland, Engeland, Polen, Tsjechië, Hongarije, Roemenië, Wit-Rusland, Bulgarije, Albanië, Slowakije, Kroatië, Slovenië, Macedonië, Bosnië en Herzegovina, Montenegro, Servië, Estland, Letland, Litouwen, Rusland, Oekraïne, Mongolië, Kazachstan, Noord-Korea, China | niet geëvalueerd   |
| Vipera darevskii                    | Vedmederja, Orlov & Tuniyev, 1986                                            | Armenië, Georgië |                    |
| Vipera dinniki                      | Nikolsky, 1913                                                               | Rusland, Georgië, Azerbeidzjan |                    |
| Vipera eriwanensis                  | Reuss, 1933                                                                  | Armenië, Iran, Turkije |                    |
| Vipera graeca                       | Nilson & Andrén, 1988                                                        | Albanië, Griekenland |                    |
| Kaukasusadder (Vipera kaznakovi)    | Nikolsky, 1909                                                               | Rusland, Georgië, Turkije |                    |
| Wipneusadder (Vipera latastei)      | Boscá, 1878                                                                  | Marokko, Algerije, Tunesië, Portugal, Spanje |                    |
| Vipera lotievi                      | Nilson, Tuniyev, Orlov, Höggren & Andrén, 1995                               | Rusland, Azerbeidzjan |                    |
| Vipera monticola                    | Saint Girons, 1953                                                           | Marokko |                    |
| Vipera nikolskii                    | Vedmederja, Grubant & Rudajewa, 1986                                         | Oekraïne, Rusland, Roemenië, Moldavië | niet geëvalueerd   |
| Vipera orlovi                       | Tuniyev & Ostrovskikh, 2001                                                  | Rusland |                    |
| Steppeadder (Vipera renardi)        | Christoph, 1861                                                              | Oekraïne, Rusland, Kazachstan, Kirgizië, Oezbekistan, Tadzjikistan, Mongolië, China | niet geëvalueerd   |
| Vipera sakoi                        | Tuniyev, Avci, Tuniyev, Ilgaz, Olgun, Petrova, Bodrov, Geniez & Teynié, 2018 | Turkije | niet geëvalueerd   |
| Cantabrische adder (Vipera seoanei) | Lataste, 1879                                                                | Portugal, Spanje |                    |
| Vipera transcaucasiana              | Boulenger, 1913                                                              | Georgië, Azerbeidzjan, Turkije, Iran |                    |
| Spitssnuitadder (Vipera ursinii)    | Bonaparte, 1835                                                              | Frankrijk, Oostenrijk, Italië, Kroatië, Bosnië en Herzegovina, Montenegro, Macedonië, Servië, Albanië, Hongarije, Roemenië, Bulgarije, Griekenland, Moldavië |                    |
| Vipera walser                       | Ghielmi, Menegon, Marsden, Laddaga & Ursenbacher, 2016                       | Italië | niet geëvalueerd   |